# 第8屆金曲獎
第8屆金曲獎由行政院新聞局於1997年主辦，本屆金曲獎合併金鼎獎唱片獎項，同時開放中國大陸音樂人及外國籍華人參賽，共設置29個獎項。總計921件作品報名，3月30日公布入圍名單，5月3日於台北國際會議中心揭曉得獎者。

## 獎項異動
本屆金曲獎合併金鼎獎唱片部分獎項，使總獎項數增加為29項，但上一屆金曲獎18獎項減少6項，包括取消最佳年度歌曲獎、最佳編曲人獎、最佳單曲歌唱錄影帶影片獎、最佳錄音獎4獎項，並合併最佳國語、方言歌曲兩項作詞人獎，以及合併演唱、演奏專輯兩製作人獎。 原金鼎獎獎項部分，取消編曲人獎，並新增最佳兒童樂曲故事唱片獎、最佳唱片製作人獎2獎項。
原金鼎獎的大陸作曲金鼎獎，細分為「大陸作曲人獎」、「大陸演唱人獎」、「大陸演奏人獎」三項，流行與古典樂界都可角逐，但限具有大陸身分者參加。另外新增「世界華人作品獎」，包括最佳男演唱人獎、女演唱人獎，和最佳演奏人獎，流行和非流行樂界具外國籍的華人皆可參與。

## 頒獎典禮
本屆金曲獎於1997年5月3日晚上7時於台北國際會議中心舉行，台視從當晚9點以錄影方式全程轉播頒獎實況。 本屆典禮不設主持人，以各組頒獎人串連各段節目的方式進行。  頒獎人包括周華健、楊佩佩、趙少康、陳文茜、侯孝賢、伊能靜、陳怡安、鄭志龍、俞凱爾、曾慶瑜、余光、羅小雲、張煦華、吳冠英、吳興國、簡文秀、張信哲、陳淑樺、劉德華、鳳飛飛、蘇起、恆述、郝劭文及孫越等人。

## 入圍暨得獎名單
以 表示得獎者。

## 外部連結
- 第8屆金曲獎入圍名單 Archive.today的存檔，存档日期2018-11-24，文化部影視及流行音樂產業局.1997-01-04
- 第8屆金曲獎得獎名單 Archive.today的存檔，存档日期2018-11-24，文化部影視及流行音樂產業局.1997-01-04